# Blair Imani
Blair Imani (nacida Blair Elizabeth Brown, 31 de octubre de 1993) es una escritora, historiadora y activista estadounidense. Se identifica como queer, negra, y musulmana. Es miembro del movimiento de Black Lives Matter, y es conocida por protestar contra la muerte de Alton Sterling y la Orden Ejecutiva 13769.

## Educación y carrera
Imani se graduó en la Universidad Estatal de Luisiana (LSU) en 2015.
Durante su carrera en LSU, Imani fundó la organización Equality for HER o Recursos de Educación de la Salud, en 2014. Equality for HER es una ONG que proporciona recursos y un foro para que mujeres y personas  no binarias puedan empoderarse. En 2016, trabajó como Agente de Prensa para la fundación Planned Parenthood action. Actualmente trabaja para Dosomething.org, la compañía de tecnología más grande exclusivamente para personas jóvenes y cambio social.
Imani es la autora  de Modern HERstory: Stories of Women and Nonbinary People Rewriting History, publicado por Ten Speed Press el 16 de  octubre de 2018. El libro está ilustrado por Monique Le y "pone el foco en personas importantes de racializadas, personas queer, trans  personas discapacitadas, y muchas otras que estas cambiando el mundo en este momento" quiénes están cambiando el mundiales esto muy momento."
Es también la autora del libro de historia ilustrado Making Our Way Home: The Great Migration and the Black American Dream, publicado en enero de 2020. Está ilustrado por Rachelle Baker y trata sobre la gran migración y la historia negra.

## Activismo en Baton Rouge

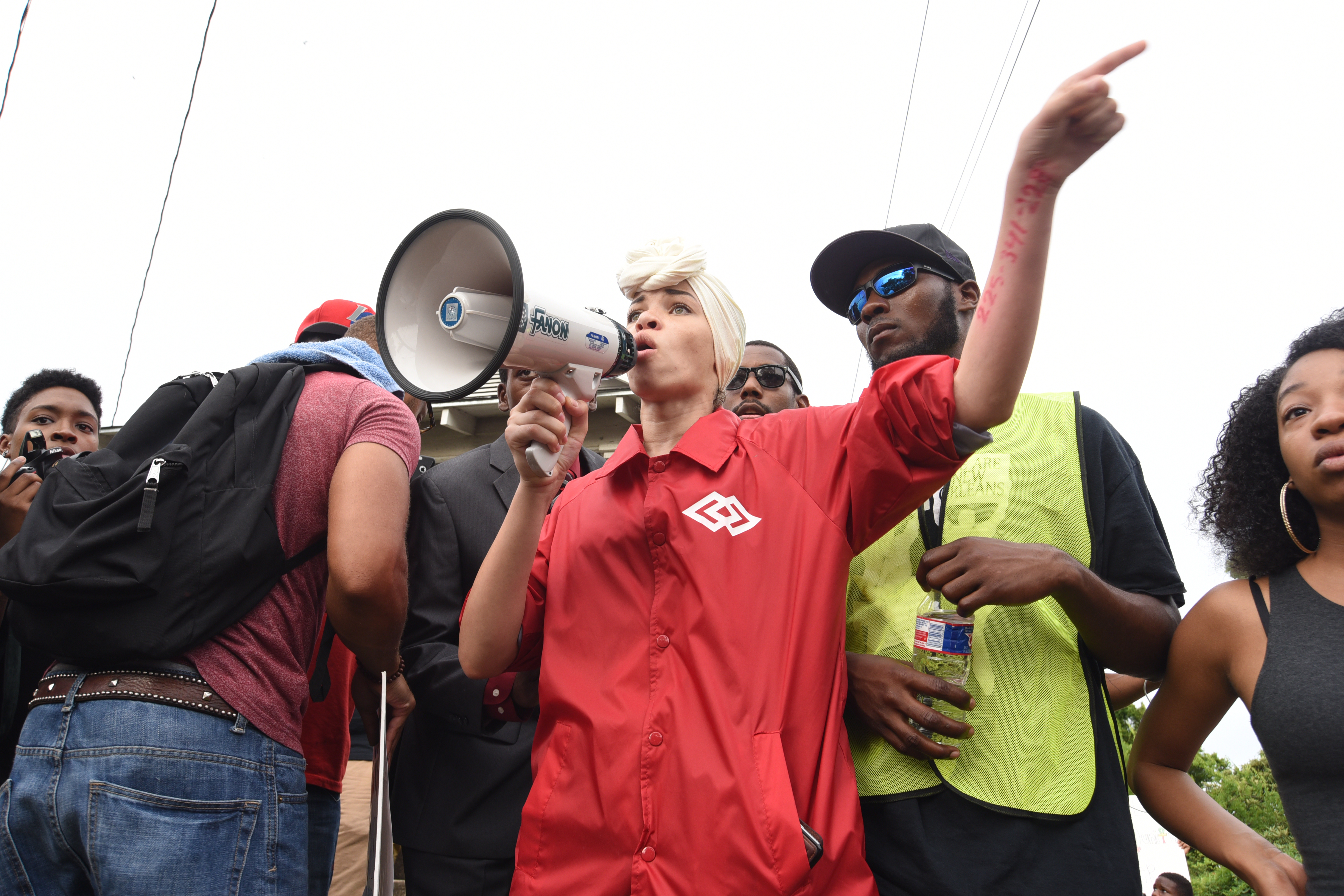
Blair Imani en Baton Rouge, en una protesta por el tiroteo policial de Alton Sterling.

El 10 de julio de 2016, después del tiroteo de Alton Sterling, Imani participó en una protesta en Baton Rouge, Luisiana. Mientras protestaba,  fue arrestada junto a su compañera  Akeem Muhammad. En una entrevista para The Intercept, Imani detalló su encuentro con los agentes del SWAT de Baton Rouge, donde fue pisoteada y amenazada verbalmente. Fue fotografiada mientras era arrestada por los agentes de las fuerzas especiales. Mientras estaba siendo detenida, un agente le quitó su hijab.
Menos de una semana después de su arresto, Imani ayudó organizar una vigilia con la asociación estudiantil de la Universidad Estatal de Luisiana como respuesta y en honor al asesinato de tres policías de Baton Rouge. En un artículo de The Advocate argumentó, "Toda violencia está mal", y que estaba en contra de toda brutalidad, incluyendo la violencia contra agentes policiales.